# OK Lliga femenina 2010-2011
L'OK Lliga Femenina 2010-11 fou la tercera edició de la Lliga espanyola d'hoquei sobre patins. Es disputà des del 16 d'octubre de 2010 fins al 4 de juny de 2011 i fou organitzada per la Federació Espanyola de Patinatge. Inicialment, hi participaren catorze equips, amb una majoritària presència dels equips catalans. Tanmateix, el Club Patín Mieres no prengué part de la competició. Es disputà en format de lligueta a doble volta, amb un total de vint-i-quatre jornades. En finalitzar la temporada, els quatre primers classificats disputaren la Copa d'Europa de la temporada següent, mentre que els dos últims descendiren de categoria.
Es proclamà campió el Club Patí Voltregà, que guanyà el seu primer títol de la competició. La jugadora argentina, Luciana Agudo, fou escollida MVP de l'OK Lliga per segona vegada consecutiva, mentre que la jugadora de l'Igualada HC, Maria Díez, fou la màxima golejadora de la competició amb 42 gols.

## Clubs participants
- CP Alcorcón Cat's Best
- CE Arenys de Munt
- CHP Bigues i Riells
- Maheco Cerdanyola CH
- Biesca Gijón HC
- Girona CH
- Fontanellas Martí Igualada HC
- CE Noia Freixenet
- PHC Sant Cugat
- Sferic Terrassa
- CP Vilanova Mopesa
- CP Voltregà
- Vigo Stick Club Hockey 2001

## Taula de resultats
| Casa \ Fora          | ALC | ARE | BIG  | CER | GIJ | GIR | IGU | NOI | SCG | TER | VIG  | VIL | VOL  |
| -------------------- | --- | --- | ---- | --- | --- | --- | --- | --- | --- | --- | ---- | --- | ---- |
| CP Alcorcón          | —   | 1–1 | 5–2  | 0–1 | 0–3 | 0–3 | 3–4 | 5–1 | 5–1 | 5–1 | 9–0  | 0–3 | 2–5  |
| CE Arenys de Munt    | 3–3 | —   | 4–2  | 2–0 | 1–2 | 6–1 | 3–3 | 6–1 | 4–2 | 3–2 | 9–1  | 0–4 | 3–1  |
| CHP Bigues i Riells  | 0–3 | 1–0 | —    | 5–4 | 1–5 | 2–3 | 7–3 | 6–2 | 9–1 | 1–2 | 4–0  | 5–2 | 2–5  |
| Maheco Cerdanyola CH | 1–1 | 3–4 | 6–8  | —   | 1–2 | 1–1 | 3–4 | 4–3 | 3–1 | 6–1 | 8–0  | 3–5 | 0–5  |
| Biesca Gijón HC      | 2–5 | 1–5 | 3–2  | 6–4 | —   | 0–3 | 5–2 | 1–1 | 6–3 | 3–1 | 6–0  | 4–2 | 2–1  |
| Girona CH            | 2–3 | 2–3 | 8–3  | 1–0 | 1–1 | —   | 3–0 | 3–0 | 2–0 | 5–2 | 9–1  | 3–5 | 1–1  |
| Igualada HC          | 1–3 | 1–2 | 5–3  | 7–8 | 2–3 | 2–4 | —   | 4–3 | 2–3 | 2–1 | 6–1  | 1–2 | 1–4  |
| CE Noia Freixenet    | 2–4 | 1–4 | 2–5  | 3–4 | 2–2 | 0–2 | 3–3 | —   | 2–1 | 2–0 | 5–0  | 1–3 | 2–5  |
| PHC Sant Cugat       | 2–6 | 1–4 | 3–4  | 5–5 | 0–4 | 3–4 | 4–3 | 3–0 | —   | 2–0 | 5–0  | 2–1 | 2–3  |
| Sferic Terrassa      | 1–2 | 5–3 | 4–7  | 1–5 | 2–0 | 2–4 | 3–1 | 1–2 | 3–0 | —   | 8–2  | 5–2 | 1–6  |
| Vigo Stick CH 2001   | 1–4 | 0–5 | 6–10 | 1–7 | 0–4 | 0–8 | 1–6 | 0–7 | 1–6 | 0–2 | —    | 0–5 | 0–10 |
| CP Vilanova Mopesa   | 4–2 | 1–3 | 3–1  | 3–2 | 4–3 | 1–2 | 3–2 | 4–0 | 7–5 | 1–3 | 10–3 | —   | 1–1  |
| CP Voltregà          | 5–1 | 4–2 | 4–1  | 5–1 | 2–1 | 2–1 | 5–6 | 6–3 | 7–3 | 5–1 | 7–0  | 4–0 | —    |

## Classificació final
El CP Voltregà guanyà el títol quan faltaven dues jornades per finalitzar la competició. A la classificació final, el club osonenc aconseguí 59 punts, vuit més que el subcampió, el Girona CH. En tercera posició finalitzà el CE Arenys de Munt, amb 51 punts, i, en quart lloc, el Biesca Gijón HC, amb 48. Tots quatre equips es classificaren per disputar la Copa d'Europa de la temporada següent. Mentre que el Vigo Stick CH 2001 i el CE Noia Freixenet, descendiren a Primera Divisió estatal i Primera Nacional Catalana, respectivament.
Fou el segon títol del CP Voltregà de la temporada, que aconseguí el triplet de competicions europees.
| Pos | Equip                        | PJ | PG | PE | PP | GF  | GC  | DG   | Pts | Classificació o descens              |
| --- | ---------------------------- | -- | -- | -- | -- | --- | --- | ---- | --- | ------------------------------------ |
| 1   | CP Voltregà                  | 24 | 19 | 2  | 3  | 103 | 37  | +66  | 59  | Classificats per la Copa d'Europa    |
| 2   | Girona CH                    | 24 | 16 | 3  | 5  | 76  | 38  | +38  | 51  | Classificats per la Copa d'Europa    |
| 3   | CE Arenys de Munt            | 24 | 16 | 3  | 5  | 80  | 43  | +37  | 51  | Classificats per la Copa d'Europa    |
| 4   | Biesca Gijón HC              | 24 | 15 | 3  | 6  | 69  | 45  | +24  | 48  | Classificats per la Copa d'Europa    |
| 5   | CP Vilanova                  | 24 | 15 | 1  | 8  | 76  | 55  | +21  | 46  |                                      |
| 6   | CP Alcorcón Cat's Best       | 24 | 13 | 3  | 8  | 72  | 49  | +23  | 42  |                                      |
| 7   | CHP Bigues i Riells          | 24 | 12 | 0  | 12 | 91  | 83  | +8   | 36  |                                      |
| 8   | Maheco Cerdanyola CH         | 24 | 9  | 3  | 12 | 80  | 74  | +6   | 30  |                                      |
| 9   | SFERIC Terrassa              | 24 | 9  | 0  | 15 | 52  | 69  | −17  | 27  |                                      |
| 10  | Fontanellas i Martí Igualada | 24 | 8  | 2  | 14 | 71  | 80  | −9   | 26  |                                      |
| 11  | PHC Sant Cugat               | 24 | 7  | 1  | 16 | 58  | 85  | −27  | 22  |                                      |
| 12  | CE Noia Freixenet            | 24 | 5  | 3  | 16 | 48  | 75  | −27  | 18  | Descendeix a Lliga Nacional Catalana |
| 13  | Vigo Stick CH 2001           | 26 | 0  | 0  | 26 | 18  | 160 | −142 | 0   | Descendeix a Primera Divisió         |

| Campió de l'OK Lliga 2010-11 |
| ---------------------------- |
| CP Voltregà Primer títol     |
| MVP                          |
| Luciana Agudo                |

## Estadístiques
| Màxima golejadora | Màxima golejadora | Màxima golejadora   | Màxima golejadora |
| Pos.              | Jugadora          | Club                | Gols              |
| ----------------- | ----------------- | ------------------- | ----------------- |
| 1                 | Maria Díez        | Igualada HC         | 42                |
| 2                 | Maren Wichardt    | CHP Bigues i Riells | 38                |
| 3                 | Pía Sarmiento     | Girona CH           | 33                |
| 4                 | Luciana Agudo     | Biesca Gijón HC     | 29                |
| 4                 | Claire Currey     | CP Alcorcón         | 29                |
| 6                 | Carla Giudicci    | CP Voltregà         | 27                |
| 6                 | Adriana Gutiérrez | Cerdanyola CH       | 27                |
| 8                 | Leticia Corrales  | CE Arenys de Munt   | 26                |
| 9                 | Cristina Barceló  | CP Voltregà         | 25                |
| 9                 | Natasha Lee       | CP Voltregà         | 25                |

| MVP | MVP               | MVP             | MVP  |
| #   | Jugadora          | Club            | Vots |
| --- | ----------------- | --------------- | ---- |
| 1   | Luciana Agudo     | Biesca Gijón HC | 18   |
| 2   | Adriana Gutiérrez | Cerdanyola CH   | 12   |
| 3   | Carla Giudicci    | CP Voltregà     | 11   |
| 4   | Natasha Lee       | CP Voltregà     | 11   |
| 5   | Berta Tarrida     | CP Vilanova     | 9    |
| 6   | Anna Casarramona  | CP Voltregà     | 9    |
| 7   | Pía Sarmiento     | Girona CH       | 8    |
| 8   | Laia Vives        | CP Voltregà     | 6    |
| 9   | Cristina Barceló  | CP Voltregà     | 6    |